# マインド・トランスプラント
『マインド・トランスプラント』（Mind Transplant）は、アメリカ合衆国のジャズ・ドラマー、アルフォンス・ムゾーンが1974年に録音・1975年に発表したスタジオ・アルバム。

## 解説
音楽的にはビリー・コブハムのアルバム『スペクトラム』から影響を受けており、同作にも参加していたトミー・ボーリンがサイドマンとして迎えられた。なお、ボーリンは後にリッチー・ブラックモアの後任としてディープ・パープルに加入するが、デイヴィッド・カヴァデールによれば、『スペクトラム』および本作での演奏に感銘を受け、ボーリンをジェフ・ベック、ロリー・ギャラガーに続く第3の候補として考えていたという。
ロバート・テイラーはオールミュージックにおいて5点満点中4.5点を付け、コブハムの『スペクトラム』と比較した上で「曲自体は、コブハムの"Red Baron"や"Stratus"ほど印象に残らないが、演奏に関しては同等に素晴らしい」「ムゾーンとボーリンの相性は良く、創造的にも技巧的にも、稀有な高みに達している」と評している。

## 収録曲
全曲ともエルヴェナ・ムゾーン作。
1. マインド・トランスプラント - "Mind Transplant" - 4:06
  - ソロイスト：アルフォンス・ムゾーン（シンセサイザー&ドラムス）
2. スノー・バウンド - "Snow Bound" - 3:05
3. カーボン・ディオキサイド - "Carbon Dioxide" - 4:38
  - ソロイスト：トミー・ボーリン（ギター）、ジェリー・ピーターズ（ハモンドオルガン）
4. アスコービック・アシッド - "Ascorbic Acid" - 3:27
  - ソロイスト：ジェイ・グレイドン&リー・リトナー（ギター）
5. ハピネス・イズ・ラヴィング・ユー - "Happiness Is Loving You" - 4:09
  - ソロイスト：リー・リトナー（ギター）
6. サム・オブ・ザ・シングス・ピープル・ドゥ - "Some of the Things People Do" - 3:39
  - ソロイスト：リー・リトナー（ギター）
7. ゴールデン・レインボウズ - "Golden Rainbows" - 6:55
  - ソロイスト：トミー・ボーリン（ギター）
8. ニトログリセリン - "Nitroglycerin" - 3:05
  - ソロイスト：トミー・ボーリン（ギター）

## 参加ミュージシャン
- アルフォンス・ムゾーン - ボーカル(on #6)、ドラムス、アープ・シンセサイザー、ローズ・ピアノ、ファルフィサ・オルガン
- ジェリー・ピーターズ - ローズ・ピアノ、ハモンドオルガン
- トミー・ボーリン - ギター
- リー・リトナー - ギター
- ジェイ・グレイドン - ギター、シンセサイザー・プログラミング
- ヘンリー・デイヴィス - エレクトリックベース